# Atlasaurus
Atlasaurus is een geslacht van sauropode dinosauriërs dat tijdens het middelste Jura, 167-161 miljoen jaar geleden in Noord-Afrika leefde.

## Ontdekking en naamgeving
Atlasaurus werd in 1980 door Michel Monbaron, Dale Russell en Philippe Taquet ontdekt in de Hoge Atlas in Marokko. Het fossiel, waarvan geen inventarisnummer gepubliceerd is, werd opgegraven in een laag van de Guettiouaformatie, Bathonien-Callovien.
Het gevonden skelet werd oorspronkelijk geïdentificeerd als behorend aan Cetiosaurus mogrebiensis, maar in 1999 werd de vondst door Monbaron beschreven als een nieuwe soort: Atlasaurus imelakei. 
Atlas in de verwees naar de vindplaats, waar naar verluidt Titan Atlas de hemel zou hebben dragen. Sauros is Grieks voor hagedis. De soortaanduiding imelakei is afgeleid van de Arabische naam van een reus, Imelake.

## Beschrijving
Hoewel het een relatief grote sauropode is kennen we Atlasaurus van een bijna compleet skelet. De tanden waren lepelvormig, de onderkaak was 69 centimeter lang, de nek had een lengte van 3,86 meter, het opperarmbeen was 1,95 meter lang en het dijbeen was ongeveer twee meter lang. De totale lichaamslengte van A. imelakei wordt op vijftien meter geschat, het gewicht op 22,5 ton.

## Fylogenie
Een kladistische analyse door de beschrijvers had als uitkomst dat Atlasaurus binnen de Eusauropoda het zustertaxon is van de Neosauropoda. Paul Upchurch wees hem echter toe aan de Brachiosauridae gezien de grote gelijkenis tussen de ruggengraat en de ledematen van Brachiosaurus en die van Atlasaurus. Nog latere analyses tonen hem als een lid van de Turiasauria.